# 寧郷市第一高級中学
寧郷市第一高級中学（ねいきょうしだいいちこうきゅうちゅうがく）は、中華人民共和国湖南省長沙市寧郷市にある公立の高等学校。略称は寧郷一中。

## 沿革
- 1905年（光緒31年）朱剣凡創設の「周家私塾」、1907年（光緒33年）創設の女子学校「周南女学堂」の流れをくむ旧制中学校「周南女子師範学堂」を前身とする。
- 1912年、朱剣凡、「湖南省省立第一女子師範学校」を創設する。
- 1937年、日中戦争のため、「湖南省省立第一女子師範学校」は湘潭市、婁底市、安化県に移転[1]。
- 1941年、「湖南省省立第五中学」に改称。
- 2002年、学校が今の住所に引っ越す。
- 2015年、学校は中国百強中学に選ばれた。

## 学長
| 年         | 年         | 名字   |
| ---------- | ---------- | ------ |
| 1912年5月  | 1925年     | 朱剣凡 |
| 1925年     | 1926年     | 徐特立 |
| 1938年     | 1941年     | 熊夢飛 |
| 1941年2月  | 1942年5月  | 羅大藩 |
| 1942年7月  | 1943年7月  | 賀毅   |
| 1943年8月  | 1946年7月  | 龔自薰 |
| 1946年8月  | 1948年7月  | 羅鳳清 |
| 1948年8月  | 1949年1月  | 金全中 |
| 1949年2月  | 1949年7月  | 李洪度 |
| 1949年8月  | 1950年2月  | 高金栄 |
| 1950年3月  | 1953年8月  | 董振球 |
| 1953年9月  | 1956年10月 | 成之桓 |
| 1957年2月  | 1958年8月  | 成沛民 |
| 1961年9月  | 1962年8月  | 鄒文忠 |
| 1962年9月  | 1965年7月  | 董振球 |
| 1965年8月  | 1970年2月  | 湯孝純 |
| 1970年3月  | 1977年9月  | 羅茂生 |
| 1977年10月 | 1978年7月  | 丁耀武 |
| 1978年11月 | 1981年6月  | 謝福安 |
| 1981年7月  | 1984年2月  | 周新福 |
| 1984年6月  | 1986年2月  | 肖道生 |
| 1986年3月  | 1987年3月  | 易代奎 |
| 1986年4月  | 1997年3月  | 楊章珊 |
| 1997年3月  | 2005年6月  | 范秋明 |
| 2005年7月  | 現在       | 欧陽才 |

## 著名な出身者
- 向警予[1]
- 繆伯英[1]
- 曾憲植[1]

## 施設概要
- 剣凡園
- 剣凡図書館
- 羅馬柱
- 文化長廊
- 名人塑像群
- 後山

## 画像

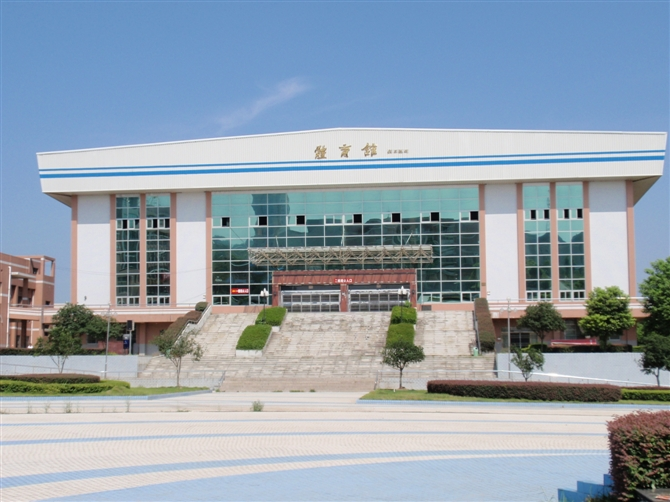
体育館。
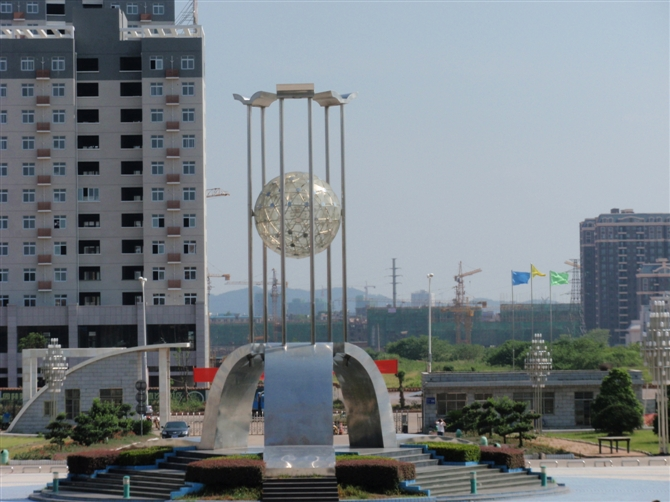
彫塑。
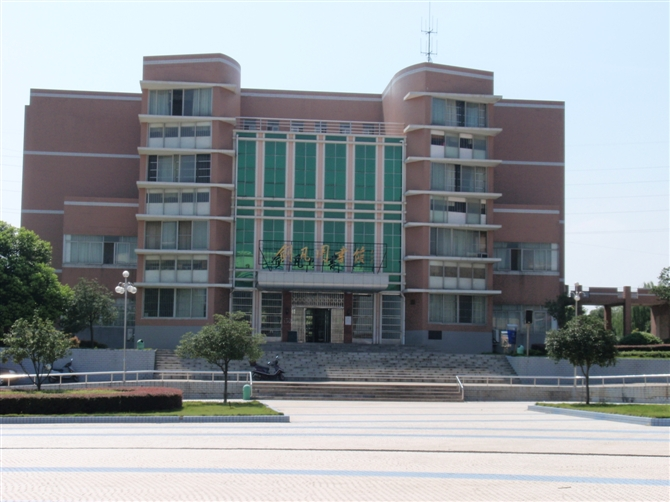
剣凡図書館。